# Luís Rocha
Luís Rocha (Gavião, 27 de junio de 1993) es un futbolista portugués que juega de defensa en el Lusitânia de Lourosa F. C. de la Segunda División de Portugal.

## Carrera
Luís Rocha creció en las categorías inferiores del Vitória de Guimarães, debutando en la Primeira Liga de Portugal el 20 de enero de 2013 en la victoria por 3-1 contra el Rio Ave. Se proclamaría campeón de la Copa de Portugal ese mismo año, al imponerse por 2 a 1 ante el S. L. Benfica. En 2016 ficharía por el Panetolikos FC de la Superliga de Grecia, disputando un total de 47 encuentros con el club de Agrinio y anotando dos tantos. En el mercado de invierno de 2018-19, Rocha sería traspasado al Legia de Varsovia de Polonia junto a su compatriota Salvador Agra. El 24 de febrero de 2021 abandonaría el club de la capital polaca para fichar por el KS Cracovia, también de la Ekstraklasa.

## Palmarés

### Títulos nacionales
| Título           | Club                 | País     | Año  |
| ---------------- | -------------------- | -------- | ---- |
| Copa de Portugal | Vitória de Guimarães | Portugal | 2013 |
| Ekstraklasa      | Legia de Varsovia    | Polonia  | 2020 |